# María Lacunza Ezcurra

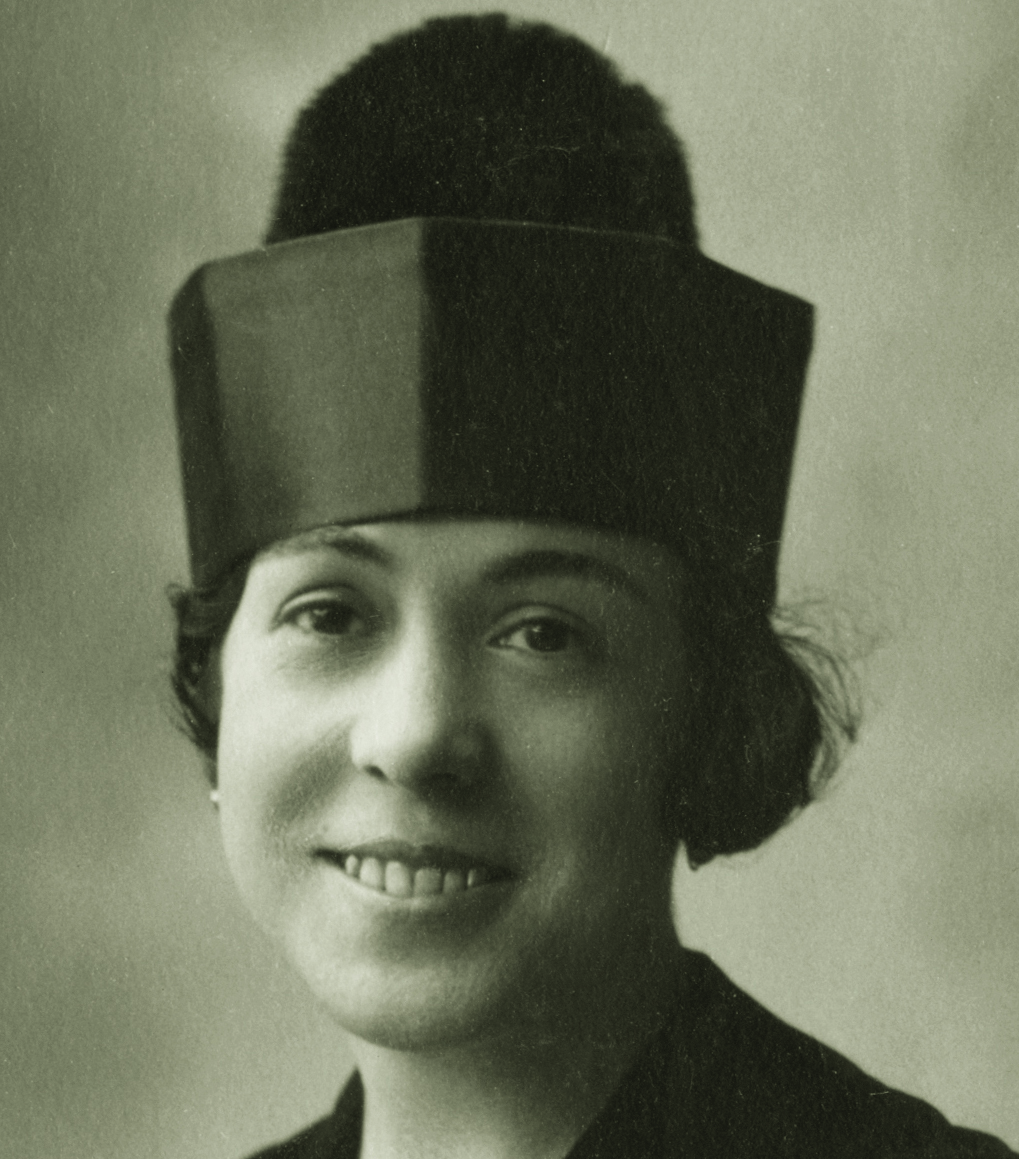
María Lacunza Ezcurra. Foto del estudio Hijas de Pliego, Pamplona. Alrededor de 1927.

María Lacunza Ezcurra (Pamplona, 29 de septiembre de 1900 – Valencia, 4 de mayo de 1984) fue la primera mujer colegiada en los colegios profesionales de abogados de San Sebastián y Pamplona en 1927. Es una de las seis mujeres abogadas que defendieron un caso en los tribunales de justicia española antes de la proclamación de la Segunda República en 1931. Durante la misma fue Secretaria de la Comisión de Estudio de la Reforma Agraria del Ministerio de Agricultura y, por ello, fue expedientada y purgada en 1940.

## Biografía
María Lacunza Ezcurra nació en la ciudad de Pamplona en 1900. Era la menor de siete hermanos del matrimonio entre José María Lacunza Vidaurre, natural de Riezu (Navarra), maestro, y de Celedonia Ezcurra Baquedano, natural de Lerate (Navarra). Realizó los estudios de enseñanza secundaria en el Instituto de Pamplona, donde fue la única mujer en su aula. Terminó con un expediente brillante y decidió iniciar los estudios universitarios de Derecho matriculándose, en la modalidad de enseñanza no oficial, en la Universidad Central de Madrid en las asignaturas correspondientes del periodo preparatorio; y las correspondientes al periodo de licenciatura, el primer curso en la Universidad de Zaragoza y los siguientes en la Central de Madrid, donde terminó los estudios en 1926. Fue una pionera en estos estudios: de hecho, fue la única alumna oficial de su clase en los cinco cursos de la carrera. Durantes sus estudios en Madrid, residió en la Residencia de Señoritas, dependiente de la Institución Libre de Enseñanza, fundada por la vitoriana María de Maeztu.
En enero de 1927 solicitó la admisión en los colegios de Abogados de Pamplona, en el que se acepta su incorporación. Pocos días después solicitó también la incorporación al Colegio de Abogados de San Sebastián. Tuvo bufete propio en Pamplona y San Sebastián entre 1927 y 1931. En esos años, llevó varias causas como abogada defensora en ambas Audiencias.
El periódico La Voz de Navarra publicó en 1927 un amplio reportaje haciéndose eco de la singular noticia con el título "La primera mujer que va a ejercer la Abogacía en Pamplona". En el artículo se puede observar, a través de los adjetivos, la perplejidad que producía una mujer ejerciendo de abogada y el tratamiento que se le otorgaba: "bella señorita, damita gentil, encantadora señorita llena de simpatía y encanto, graciosa y resuelta, damita morena, muchacha bella, joven y estudiosa, mujer que sabe triunfar por su propio esfuerzo". El propósito profesional de Lacunza, dijo ella misma, era "dedicarse con preferencia a cuestiones de carácter civil, por estimar que, con ser muy intrincados los problemas de esa naturaleza que se ventilan ante los Tribunales, se adaptan mejor a su temperamento". La prensa además anunció la intención de Lacunza de ejercer la abogacía también en la ciudad de San Sebastián.
En febrero de 1932, intentó obtener una beca para financiar su traslado y residencia en la ciudad de Nueva York por unos meses, para estudiar todo lo referente a reformatorios de menores. Para ello, y a través de la mediación de algunos altos cargos del entonces Ministerio de Agricultura, Industria y Comercio se instó a su admisión, pero con resultados negativos. Tras el fracaso de estas gestiones, ingresó el 30 de abril de 1932 como interina en el Ministerio de Agricultura, Industria y Comercio. Ese mismo año fue nombrada para desempeñar el cargo de Secretario de la Comisión de Estudio en Materia de Reforma Agraria que el Ministerio llevó a cabo en diversos países (Alemania, Austria, Hungría, Turquía, Rumanía y Polonia). Este cargo le permitió viajar por Europa estudiando distintos modelos de reforma agraria.
El 11 de noviembre de 1936, debido al asedio de Madrid tras el estallido de la Guerra Civil, el gobierno republicano ordenó su traslado a Valencia, donde continuó en sus funciones, ya como oficial. En 1937 contrajo matrimonio en Castellón con Víctor Herrera de cuya unión nació su único hijo. Al finalizar la guerra, Lacunza fue sometida a un expediente de depuración iniciado el 16 de mayo de 1940 que se resolvió el 25 de octubre de 1940. En él se dispuso su readmisión al servicio del Estado, pero con la sanción de inhabilitación para el desempeño de puestos de mando o confianza, y traslado forzoso a la ciudad de Sevilla. Lacunza renunció a la readmisión, permaneció en Valencia y no volvió jamás a ejercer la abogacía.
María Lacunza junto a Ascensión Chirivella, Victoria Kent, Clara Campoamor, Matilde Huici y Concha Peña fueron las primeras y únicas mujeres en vestir la toga en una Audiencia antes de 1931. Desde junio de 2007, María Lacunza da nombre a una calle de Pamplona, en memoria de la primera abogada colegiada en Colegio de Abogados de Pamplona.
En 2018 Luis Garbayo publicó una biografía completa de María Lacunza titulada: Un momento en la luz. Posteriormente, en 2019 el Gobierno de Navarra publicó María Lacunza. La primera abogada de Navarra, del mismo autor, en su colección Personajes Navarros.

## Contexto
A comienzos del siglo XX, la mujer española tenía prohibido el ejercicio la abogacía ante los tribunales de justicia, ya que aún se consideraba vigente el cuerpo legal de Las Siete Partidas de Alfonso X El Sabio (1256) en concreto la tercera, título VI, ley 3ª: “Ninguna mujer cuanto quiera que sea sabedora, no puede ser abogado en juicio por otro” y en vigor para todo el territorio de la corona de Castilla desde el Ordenamiento de Alcalá (1348).
Sucesivas leyes permiten a la mujer, primero ir de oyente a la universidad, después obtener un título, pero no es hasta la Real Orden de 2 de septiembre de 1910, por la que se autoriza a las mujeres que hubieran obtenido su título académico a ejercer la profesión a que aquel habilita.
En diversos países de Europa comienzan a aprobarse normas que permiten el acceso de la mujer a las salas de justicia (Francia, 1900; Dinamarca, 1906; Portugal, 1918; Italia e Inglaterra, 1919) y abren camino para impulsar los cambios en otros países. Así en España algunos Colegios de Abogados comienzan a elaborar y aprobar unos estatutos particulares que abriesen la posibilidad de acceso a la mujer al ejercicio profesional de la abogacía. El primero el Colegio de Abogados de Madrid.
Otros colegios de Abogados, aunque no cambiaron los estatutos, admitieron “de hecho” las solicitudes de incorporación de aquellas mujeres licenciadas en Derecho que solicitaron el ingreso colegial. Fue precisamente por esta vía de facto por la que se produce la primera incorporación femenina en el Colegio de Abogados de Valencia: se aprueba el 12 de enero de 1922 la incorporación de María de la Ascensión Chirivella Marín, se convierte así en la primera abogada española, tras haber sido también la primera licenciada en Derecho en este país en 1921. Le siguen Madrid: Victoria Kent Siano  (1925), Pamplona: María Lacunza Ezcurra (1927) también admitida en el de San Sebastián, el mismo año lo será en Vitoria, Clara Campoamor Rodríguez y en Bilbao, María Victoria Uribe Lasso.